# Schädelmanipulation bei indigenen Völkern Lateinamerikas

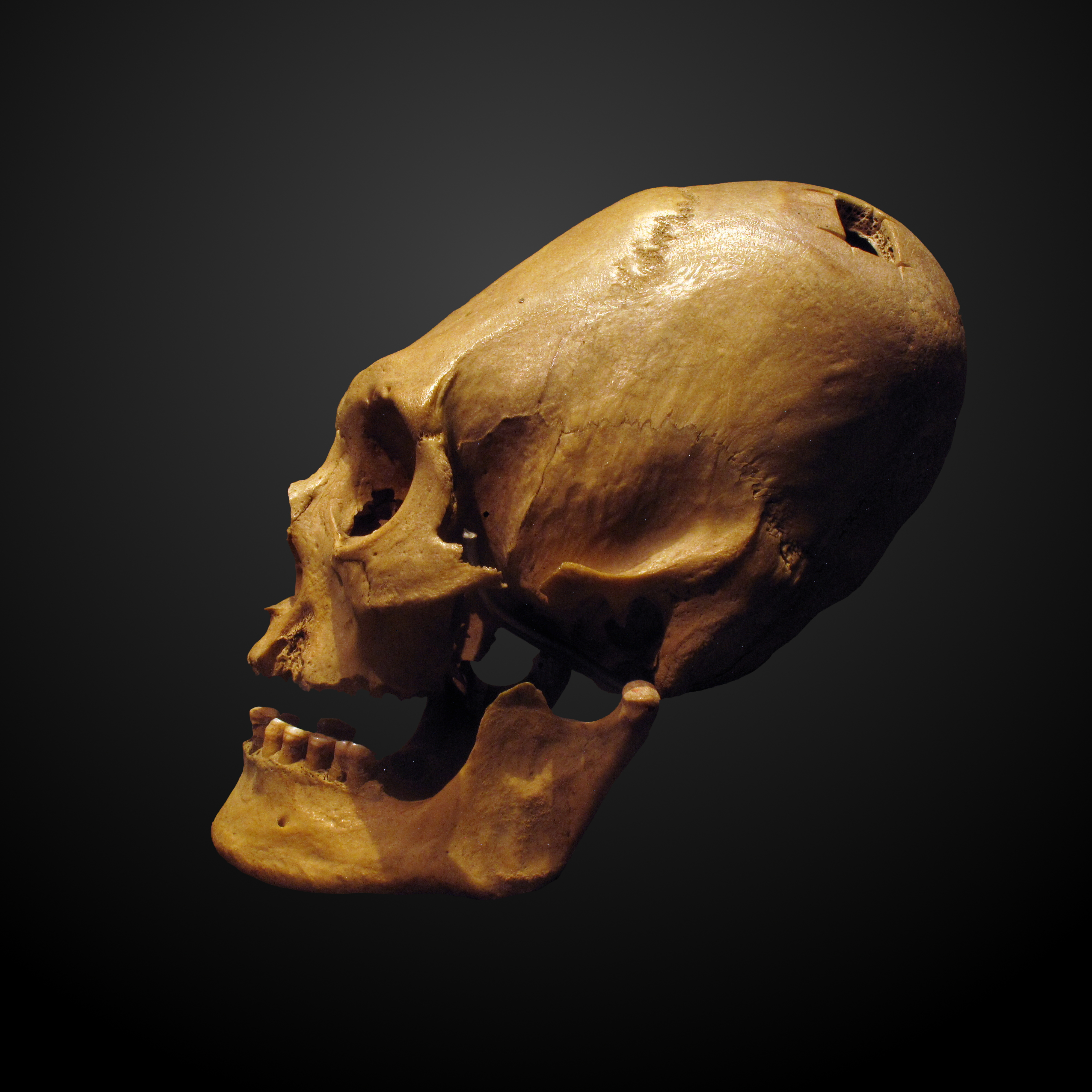
Altperuanischer Schädel, der sowohl Deformität als auch Anzeichen von Trepanation aufweist; ausgestellt im Musée d’ethnographie de Genève

Die Schädelmanipulation bei indigenen Völkern Lateinamerikas ist die Art von künstlicher Einflussnahme auf den Schädel, die bei indigenen Völkern Südamerikas und indigenen Völkern Mittelamerikas beobachtet wurde. Die Schädelmanipulation umfasst künstliche Schädeldeformationen und Schädelöffnungen, die insbesondere bei den Maya, Inka und Azteken und anderen indigenen Völkern Lateinamerikas aufgetreten sind und teilweise noch heute praktiziert werden. In den peruanischen Anden wurde die Schädeldeformation vor allem mittels Kompressionsbandagen, aber auch oft in Kombination mit Occipital-Brettern durchgeführt. Schädelöffnungen (auch Trepanationen genannt) wurden vor allem von der Paracas-Kultur, Chimú-Kultur und mesoamerikanischen Kulturen praktiziert und künstliche Deformationen kamen vor allem bei den Paracas, Nazca, Huari, Huanca, Aymara, Quechua, Tiwanaku und Urus zum Vorschein. Die Paracas-Kultur gilt als eine der ersten Kulturen, die Schädelöffnungen in Lateinamerika durchführte. Schädelöffnungen wurden in den südzentralen Anden unter anderem mithilfe eines Tumi, eines metallenen Zeremonialmessers, durchgeführt.
Ein Erklärungsansatz der künstlichen Schädeldeformation ist, dass diese Art der Schädeldeformation einer lebenslangen Bekundung, einem bestimmten Volksstamm anzugehören, diente. In bestimmten Regionen wurde ein verlängerter Schädel als ein Schönheitsideal angesehen und diente als Zeichen der Zugehörigkeit zu einer höheren Klasse, der Attraktivität und der Unterstreichung der ethnischen Zugehörigkeit. Häufig weisen künstlich deformierte Schädel ebenfalls das Inkabein auf, welches eine genetische Varietät darstellt.

## Schädeloperationen bei indigenen Völkern Südamerikas

### Überblick

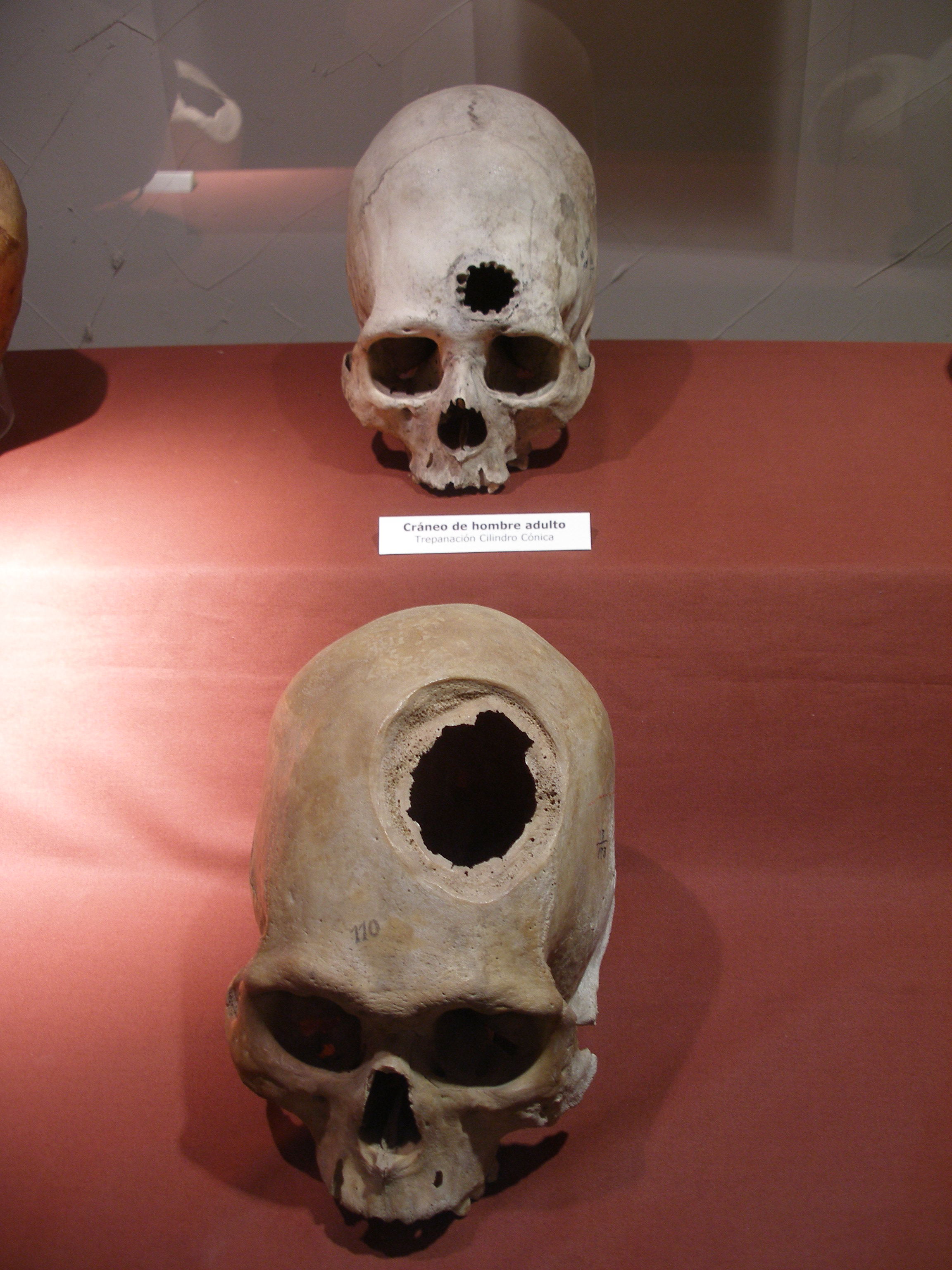
Schädel im Museo Nacional de Arqueología, Antropología e Historia del Perú, die sowohl Deformität als auch Trepanationslöcher aufweisen, wobei der untere Schädel Anzeichen von Heilungsprozessen an den Knochenrändern aufweist

Trepanationen des Schädels wurden bei einer Vielzahl von historischen Kulturen und Gemeinschaften rund um den Globus praktiziert. Es gibt Belege, dass diese sogar in der Jungsteinzeit praktiziert wurde. Diese Praxis hält bis zum heutigen Tage an, jedoch wird sie nur unter sehr limitierten Umständen und bei sehr wenigen Kulturen durchgeführt. Wenn der Patient das Verfahren überlebte, begann der Knochen langsam vom Rand des Trepanationsloches zum Zentrum zurückzuwachsen. Dieses neue Knochenwachstum war messbar dünner als der unbeschädigte Knochen, sodass Wissenschaftler trepanierte Schädel dahingehend untersuchen, ob der Schädel Anzeichen von Heilungsprozessen aufwies oder nicht. Unter den indigenen Völkern Südamerikas findet sich diese Behandlungspraxis am häufigsten bei den Andenzivilisationen, wie den Inka, wo sie häufig mit dem Auftreten von Schädeldeformation einhergeht. Jedoch wurden Trepanationen auch schon bei präinkaischen Kulturen durchgeführt. Laut John Verano stellt die Trepanation im alten Peru eines der größten Rätsel der Medizingeschichte dar. Von den indigenen Völkern selbst gibt es keine Aufzeichnungen dazu, obwohl man in keinem anderen Land der Welt so viele durchlöcherte Schädel gefunden hat und auch die Spanier die Schädelöffnungen in ihren frühen Kolonialberichten nicht erwähnten. Für Verano steht fest, dass die Inka ihren Eroberern in der Kunst der Schädelöffnung weit überlegen waren.

### Südzentrale Anden

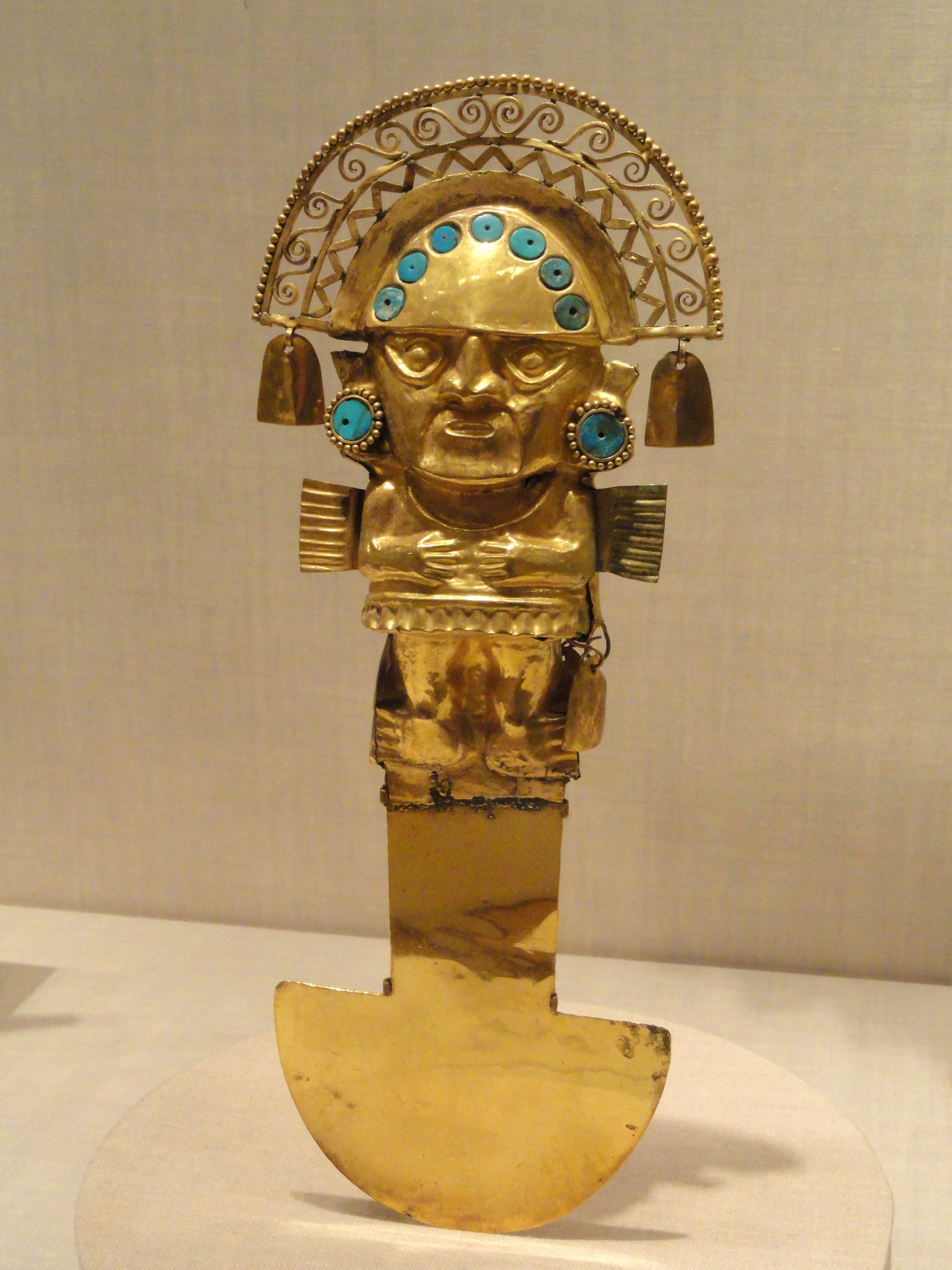
Goldenes mit Türkis-Elementen verziertes Zeremonialmesser (Tumi) der Chimú-Kultur (1100–1470 n. Chr.), welches an der Nordküste Perus gefunden wurde und im Art Institute of Chicago ausgestellt ist

Trepanationen traten in den südzentralen Anden im großen Stil erstmals ca. 200–600 n. Chr. auf und wurden später von der Chimú-Kultur, die für ihre goldenen und metallenen Erzeugnisse berühmt ist, perfektioniert.
Bei einer ersten Untersuchung von chirurgisch geöffneten Schädeln kam der Anthropologe Paul Broca (1824–1880) zu dem Schluss, dass im alten Peru „fortgeschrittene Chirurgie“ praktiziert wurde. Die untersuchten Schädel wiesen Anzeichen von Heilungsprozessen an den Knochenrändern auf, womit belegt war, dass „erfolgreiche“ Schädelöffnungen durchgeführt wurden, bei denen die Patienten überlebten. Diese Art von Schädelöffnungen wurde durchgeführt, um physiologische Störungen oder Schädelfrakturen zu beseitigen. Die Medizinmänner, die die Schädelöffnungen durchführten, bedienten sich dabei eines Tumi, eines metallenen Zeremonialmessers. Der Medizinmann präparierte den Schädel mit dem Tumi, ließ ihn bluten, um die Störung zu beseitigen und bedeckte die Stelle anschließend mit einer Goldplatte. Nicht nur das Tumi kam bei den Operationen zum Einsatz, sondern auch Bronzewerkzeuge sowie feine Kupfernadeln. Jeder sechste Schädel, den die Forscher untersuchten, wies mindestens ein Trepanationsloch auf. Im extremsten Fall wurden bis zu sieben Löcher in einem Schädel gefunden, wobei viele Löcher eine nahezu perfekte Kreisform aufweisen. Laut John Verano gebe es eine Grabstätte, bei der 50 % aller Männer, 30 % aller Frauen und 30 % aller Jugendlichen Trepanationslöcher in den Schädeln hätten. Sehr häufig weisen gefundene Schädel zusätzlich zu Schädelöffnungen einen hohen Grad an Deformität auf. Der älteste gefundene Schädel mit einem Trepanationsloch stammt aus der Zeit um 400 v. Chr. Im alten Peru wurde die chirurgische Schädelöffnung sehr viel häufiger als im alten Europa praktiziert und wurde von „peruanischen Medizinmännern“ perfektioniert, was sich anhand einer signifikant hohen Überlebensquote der Operierten belegen lässt. Zur Zeit der Expansion des Inka-Imperiums überlebten mehr als 90 % der Patienten. Archäologen fanden Schädel, bei denen bis zu fünf Trepanationen vollständig verheilt waren. Eine im Jahr 2018 veröffentlichte Studie berichtet von – in archäologischen Stätten der Inka gefunden – Schädeln, bei denen bis zu sieben Trepanationen erfolgreich durchgeführt wurden. Durch den Einsatz verschiedener Substanzen zur Desinfektion wie Saponin, Zimtsäure und Corilagin entzündete sich die Wunde nur in 4,5 Prozent der Fälle (siehe auch Medizin der Inka). Heutzutage lassen sich viele trepanierte Schädel im Museo Regional De Ica in Ica betrachten.

### Mesoamerika
Die Prävalenz unter den mesoamerikanischen Zivilisationen ist viel niedriger als die in den südzentralen Anden, zumindest wurden verhältnismäßig wenig trepanierte Schädel gefunden. Aber auch in Mesoamerika traf man einige Schädel an, bei denen die Individuen den Eingriff überlebt haben müssen. Die archäologische Analyse gestaltet sich schwierig, da viele Schädel nach dem Tod der Person künstlich verändert wurden. Beispielsweise wurden in einigen Fällen nach dem Tod zusätzlich Löcher in den Schädel gebohrt und Schädel von Gefangenen und Feinden wurden als sogenannte „Trophäenschädel“ genutzt. Die Verwendung als Trophäenschädel war eine weit verbreitete Tradition, die sich ebenfalls in der präkolumbianischen Kunst niederschlug. In künstlerischen oder rituellen Darstellungen werden Herrscher gelegentlich mit den modifizierten Schädeln ihrer besiegten Feinde oder Opfer dargestellt. Einige mesoamerikanische Kulturen nutzten auch Tzompantli, bei denen Schädel in Reihen oder Säulen auf Holzpfählen aufgespießt wurden.

#### Zentralmexiko und Oaxaca

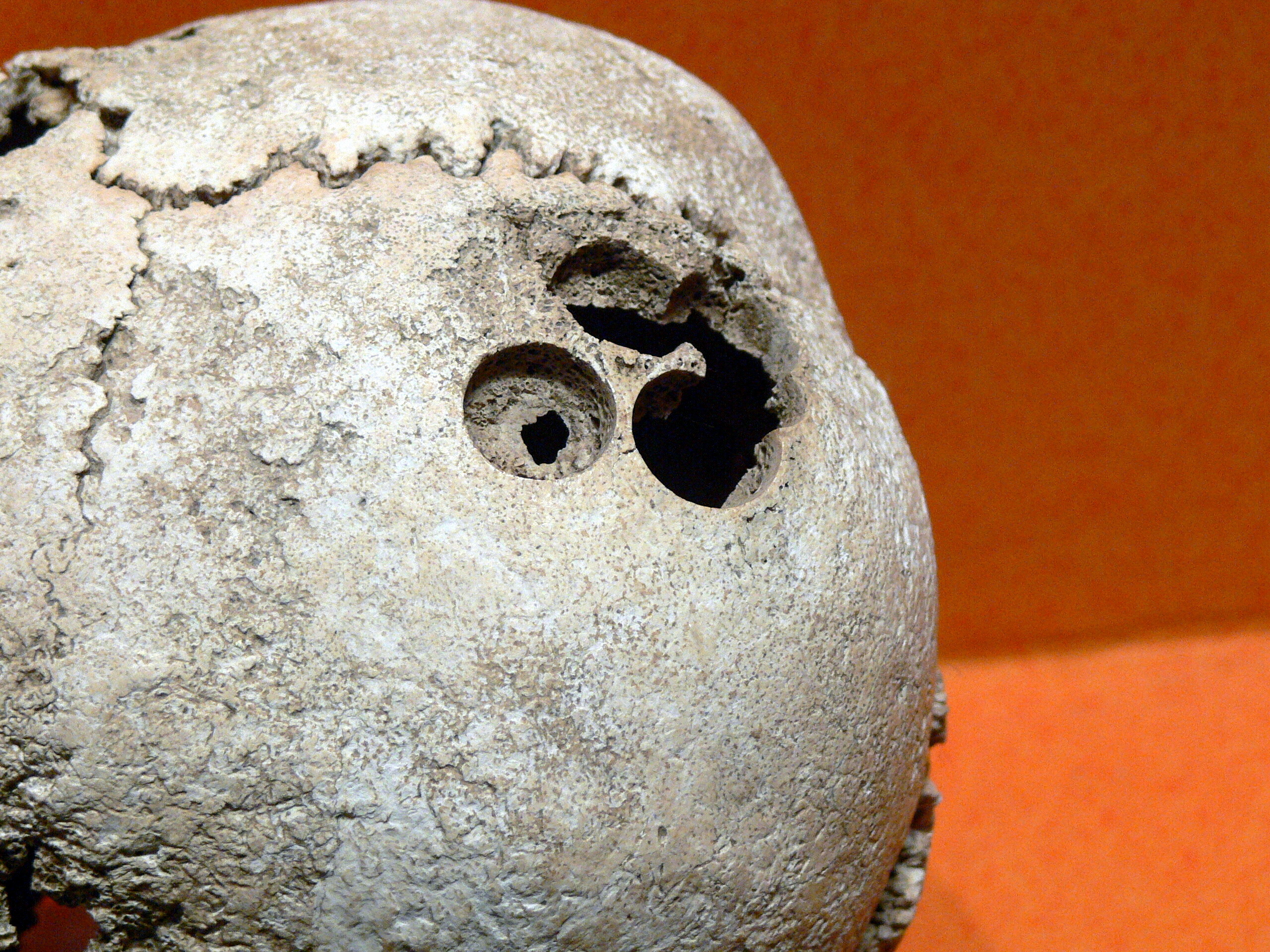
Zapoteken-Schädel mit Trepanationslöchern; gefunden in einer Nekropole in Monte Albán in Oaxaca, Mexiko

Der früheste archäologische Bericht war ein in der Zeitschrift American Anthropologist publizierter Bericht von trepanierten Schädeln von mehreren Exemplaren, die in den Tarahumara-Bergen durch den norwegischen Ethnologen Carl Sofus Lumholtz entdeckt wurden (Lumholtz & Hrdlička 1897). Spätere Studien dokumentierten Fälle von Trepanation in Oaxaca und Zentralmexiko sowie in den Exemplaren der Zapoteken-Zivilisation.
Eine 1999 veröffentlichte Studie von sieben trepanierten Schädeln vom Monte Albán zeigte eine Kombination von einfachen, multiplen und elliptischen Trepanationslöchern, die in die Schädeldecke, genauer in die oberen Parietal-Knochen, gebohrt wurden. Die Schädelstichproben waren sowohl von männlichen als auch von weiblichen Erwachsenen und der Nachweis der Heilung zeigte, dass etwa die Hälfte die Operation überlebt hatten. Die meisten Schädel in der Studie zeigten Anzeichen von früheren Schädigungen, die (wie bei den Andenbeispielen) darauf hindeuteten, dass diese Operationen Versuche waren, das bereits vorliegende Kopftrauma zu reparieren oder zu lindern. Aus diesen Analysen geht hervor, dass in den frühesten Funden eine Technik des direkten Abriebs verwendet wurde, die später mit Bohr- und Inzisionstechniken kombiniert wurde.

#### Maya-Region und Halbinsel Yucatán
Die von der Maya-Zivilisation Region Süd-Mexiko, Guatemala und der Halbinsel Yucatan identifizierten Proben zeigen keine Hinweise auf die Bohr- oder Schneidetechniken in Zentral- und Hochland-Mexiko. Stattdessen schienen die präkolumbianischen Maya eine abrasive Technik benutzt zu haben, die den hinteren Teil des Schädels entfernte, den Knochen ausdünnte und ihn manchmal zusätzlich perforierte. Viele der Schädel aus der Maya-Region stammen aus der postklassischen Periode (ca. 950–1400) und enthalten Exemplare, die bei Palenque in Chiapas gefunden wurden.

## Schädeldeformationen bei indigenen Völkern Lateinamerikas

### Erklärungsansätze
Moderne Erklärungsansätze legen nahe, dass diese Art der Schädeldeformation einer lebenslangen Bekundung, einem bestimmten Volksstamm anzugehören, dienen sollte.
Insbesondere wurde ein verlängerter Schädel als ein Schönheitsideal angesehen und diente als Zeichen der Zugehörigkeit zu einer höheren Klasse. In manchen Fällen diente die Deformation auch zur Steigerung der Attraktivität und zur Unterstreichung der ethnischen Zugehörigkeit. Auch die Auslösung des Phänomens durch eine Anomalie, die genetisch bedingte Kraniosynostose wurde in Erwägung gezogen. Dabei handelt es sich um eine vorzeitige Verknöcherung einer oder mehrerer Schädelnähte. Das normale Wachstum des Schädels ist dadurch nicht möglich und ein kompensatorisches Wachstum mit ungewöhnlichen Schädelformen tritt ein.

### Verbreitung der Schädeldeformation
Die künstliche Schädeldeformation war in Lateinamerika weit verbreitet. Als die Konquistadoren im 16. Jahrhundert in der Neuen Welt ankamen, wurde sie verboten. Somit waren die Inka die letzte Hochkultur in Südamerika, die die Technik der Schädeldeformation praktizierten.
In Peru wurde bei 87 % und in Chile bei 89 % aller prähistorischen Schädel eine kraniale Deformierung festgestellt. Dabei waren beide Geschlechter gleich häufig vertreten. Ebenfalls wurde die Deformation bei Neugeborenen bei indigenen Völkern Südamerikas stark praktiziert. Die Schädeldeformation bei Neugeborenen war auf dem ganzen amerikanischen Kontinent verbreitet, wurde jedoch am stärksten in den Andenregionen, also in Venezuela, Guyana, Kolumbien, Ecuador, Peru, Bolivien, Chile, und Argentinien praktiziert.

### Auswirkung auf die Gesundheit

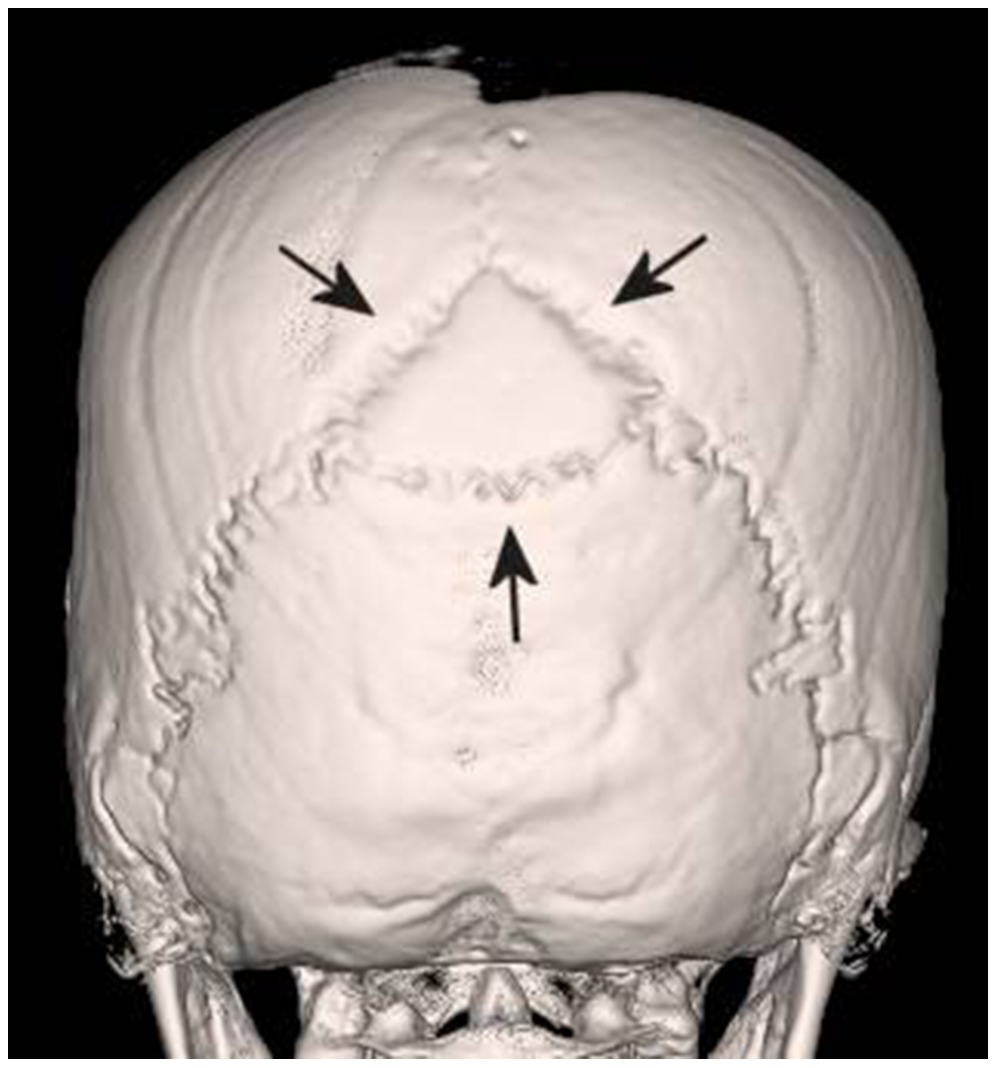
Dreidimensionale Rekonstruktion eines künstlich deformierten Schädels einer peruanischen Inka-Mumie. Die Rückseite des Schädels zeigt das Inkabein. Diese anatomische Varietät repräsentiert einen zusätzlichen Knochen im Bereich der Lambdanaht. Die Gegenwart des Inka-Knochens ist typischerweise bei südamerikanischen Populationen anzutreffen, nicht aber in europäischen.

Es gibt keinen statistisch signifikanten Einfluss in der kranialen Kapazität zwischen künstlich deformierten und normalen Schädeln in Stichproben von peruanischen Schädeln. Des Weiteren wurden keine Hinweise auf neurologische Beeinträchtigungen bei indigenen Gruppen, die kraniale Deformationen bei Neugeborenen praktizierten, gefunden. Bei einer Stichprobenuntersuchung von künstlich deformierten männlichen und weiblichen Schädeln konnte nur bei den männlichen eine Gesundheitsverschlechterung festgestellt werden, wobei fraglich ist, ob diese der künstlichen Modifizierung geschuldet ist. Weiterhin wurde immer wieder ein möglicher positiver Einfluss auf die kognitiven Fähigkeiten der durch die künstliche Schädeldeformation hervorgerufen werden könnte, diskutiert. Ob der Druck, der durch die Kompressionsbandagen hervorgerufen und sich auf bestimmte Schädelareale auswirkte, schädliche, nützliche (positive Auswirkung auf Gehirnfunktionen) oder unbedeutende Einflüsse hatte, kann nur theoretisch bestimmt werden, da die Praxis der Schädeldeformation heute beinahe nicht mehr praktiziert wird und somit eine eingehende Untersuchung ausgeschlossen ist. Francisco Javier Carod Artal untersuchte 2004 den Zusammenhang zwischen dem Auftreten des Inkabeins und dem Auftreten von künstlicher Schädeldeformation bei indigenen Völkern Südamerikas. Er fand heraus, dass eine, vom Grad der künstlichen Verformung abhängige, signifikante Korrelation zwischen der Anwesenheit von posterioren und lateralen Inkabeinen existiert. Das von ihm untersuchte Merkmal des Inkabeins, welches eine anatomische Variation darstellt, wurde erstmals 1851 von den Naturforschern Mariano Eduardo de Rivero y Ustáriz (1798–1857) und Johann Jakob von Tschudi (1818–1889) beschrieben und vom Plymouther Wundarzt P.F. Bellamy bei der Analyse der Schädel zweier peruanischer Kindermumien erstmals erwähnt. In einer von Togersen 1951 veröffentlichten Studie wurde herausgefunden, dass das Inkabein dominant vererbt wird und eine Penetranz von 50 % hat. Des Weiteren wurden auch künstliche Schädeldeformationen als Ursache diskutiert (Ossenberg, 1970; Lahr, 1996), da bei deformierten Hirnschädeln häufig Inkabeine angetroffen werden.
Einige Wissenschaftler messen dem Schädelknochen eine klinische Bedeutung bei. Seinetwegen könnten gegebenenfalls unregelmäßige, zur Schädeldeformation führende Aus- und Einbuchtungen entstehen.

### Techniken und Deformationstypen
In den peruanischen Anden wurde die Schädeldeformation vor allem mittels Kompressionsbandagen, aber auch oft in Kombination mit Occipital-Brettern durchgeführt.
Bei den indigenen Völkern Südamerikas gab es eine Fülle von Arten der Schädeldeformation, die sich jedoch grob zu verschiedenen Schädeldeformationstypen verdichten lassen. Der Anthropologe José Imbelloni stellte 1930 eine Einteilung von künstlich deformierten Schädeln vor, die bis heute weit verbreitet ist. Er schlug vor, zwischen einer zirkulären Form, einer schrägen Form und einer von gerader Form zu unterscheiden. Grob lassen sich drei Grundformen identifizieren: Occipitale, lambdoide und fronto-lambdoide -Deformation. Andere Autoren bevorzugen die Einteilung: Beidseitig abgeplattet, konisch und zylindrisch.

### Schädeldeformation im alten Peru und Bolivien
Die gefundenen präinkaischen, künstlich deformierten Schädel in Peru und Bolivien zeigen, im Gegensatz zu vielen anderen gefundenen Schädeln, einen hohen Grad an Deformität auf. Schädel von der Südküste Perus sind anthropologisch am schlechtesten untersucht. Die wenigen untersuchten Schädel der Paracas-Nekropolen sind aber so stark deformiert, dass sie keine Aussagen über die natürliche Schädelform zulassen. Die eindrucksvollsten und berühmtesten sind diejenigen der Paracas-Kultur, mit vielen Funden vor allem im Zusammenhang mit Grabstätten, wie u. a. in den archäologischen Stätten Chongos (Pisco-Tal), Bemalter Berg (Cerro Colorado) und Langschädel (Cabezas Largas auf der Halbinsel Paracas), in Callango und in Ocucaje (im Ica-Tal). Viele dieser, bezüglich der künstlichen Deformation herausstechenden Schädel, wurden von M. Tiedemann untersucht und vielen öffentlichen und privaten Museen übergeben. Martin Frieß und Michel Baylac untersuchten 2003 Stichproben von altperuanischen Schädeln mittels einer elliptischen Fourier-Analyse (EFA) und werteten ihre Resultate statistisch aus. Ihre Analyse ergab, dass die Praktik der Schädeldeformation in der untersuchten Population morphologischen Trends unterlag, d. h. im Zeitverlauf änderte sich die Vorstellung von einem schönen Schädel, was sich dann auch in der Praxis niederschlug.

#### Paracas-Kultur

##### Herkunft der Paracas-Kultur
Der Archäologe Julio Tello nahm an, dass die Paracas mit einer präinkaischen Kultur, der Chavín-Kultur (850–200 v. Chr.) welche älter als 3000 Jahre alt ist, verwandt sei. Tello selbst leitete mehrere Ausgrabungen bei Chavín de Huántar. Die Chavín-Kultur stelle für Tello eine „Mutterkultur“ dar, aus der viele weitere Kulturen hervorgingen. Spätere Kulturen die der Paracas-Kultur folgten, wie die Tallán und die Moche-Kultur (0–650 n. Chr.) praktizierten ebenfalls Trepanationen und Schädeldeformationen. Verlängerte Schädel werden auch in der Moche-Kunst und in der Moche-Keramik dargestellt.

##### Entdeckung der Paracas-Nekropolen

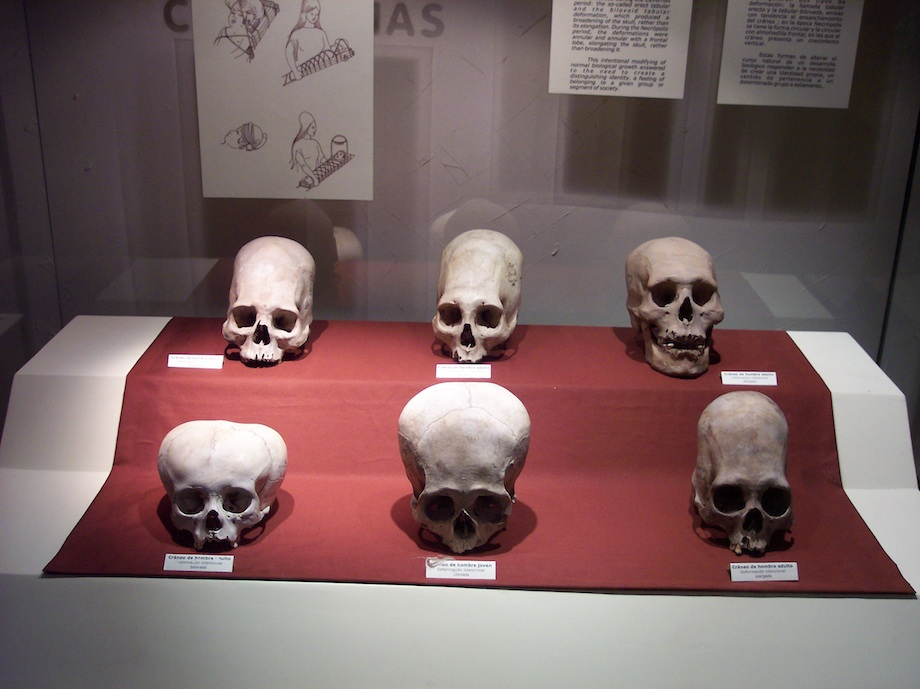
Künstlich deformierte Schädel der Paracas-Kultur im Museo Nacional de Arqueología, Antropología e Historia del Perú

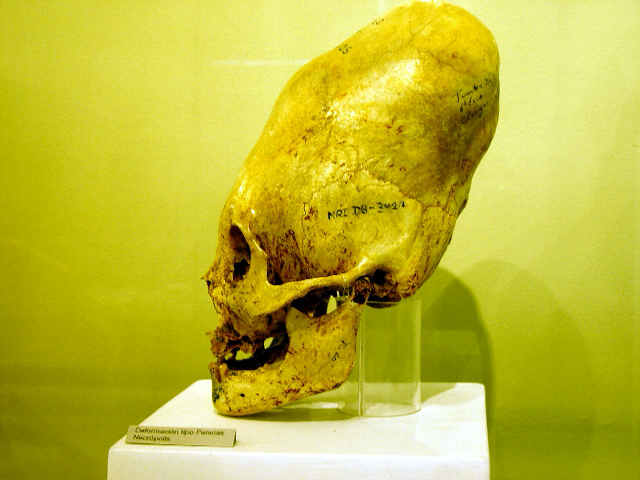
Langschädel der Paracas-Kultur (800–200 v. Chr.) im Museo Regional De Ica

1928 wurden mehr als 300 deformierte Schädel von Julio Tello bei Ausgrabungen in einer Nekropole auf der Paracas-Halbinsel, einem Gebiet nahe der Nazca-Linien, entdeckt. Die erste Paracas-Nekropole wurde von Tello in den Hügeln des Cerro Colorado gefunden. Insgesamt fand er 39 Schachtgräber, die er „Höhlen“ nannte. Die Begrabenen waren in dünne Decken eingewickelt und umgeben von Keramik, Jagdwerkzeugen, Tierhäuten und Lebensmitteln, die in Grabbündel eingewickelt und beigelegt waren. Im Jahr 1927 entdeckte Tello zusammen mit Toribio Mejía Xesspe einen anderen Friedhof in Warikayan, in der Nähe des Cerro Colorado, mit 429 teilweise sehr gut erhaltene Mumien, die jeweils in mehrere Schichten eingewickelt waren (sogenannte Mumienbündel). Sie waren mit den Paracas-Mänteln beigesetzt und sind heute im Museo Nacional de Arqueología Antropología e Historia del Perú zu sehen. Die Mumien weisen Trepanationen und auffallende Schädeldeformationen auf. Tello entdeckte auf der Paracas-Halbinsel schließlich einen dritten Friedhof, der aufgrund der dort gefundenen deformierten Schädel auch „Langschädel“ genannt wurde. Auch fand er dort neben geplünderten Gräbern Überreste von unterirdischen Behausungen. Viele wertvolle Keramikstücke, Textilien und Grabbündel können in Lima, im Museo Herrera Larco, im Museo De La Nación En La Ciudad De Lima und in der Stadt Paracas, im Museo Julio C. Tello betrachtet werden. Weiterhin werden eine Vielzahl der Schädel und Mumienbündel der Paracas-Kultur im Paracas History Museum in Peru und im Museo Ceramico, das sich im bolivianischen Altiplano befindet und rund um die archäologische Fundstätte Tiwanaku gefundene Artefakte enthält, ausgestellt. Weiterhin existiert im Museo Nacional de Arqueología, Antropología e Historia del Perú ein sogenannter Schädelraum, in dem sich um die 10.000 deformierte Schädel befinden. Ein Exemplar eines Paracas-Mumienbündels ist im Roemer- und Pelizaeus-Museum Hildesheim ausgestellt und wurde dort mit einem CT-Scan untersucht. Viele Schädel der Paracas-Kultur weisen die Besonderheit auf, dass sie keine Pfeilnaht (Sutura sagittalis) besitzen. Es lässt sich eine künstliche Schädeldeformation identifizieren, die typisch für die Paracas ist. Diese Deformation wird auch Paracas-Typ-Schädeldeformation genannt. In der Paracas-Kultur gab es heterogene Deformationen. Beispielsweise wurden Deformitäten vom Typ Brachycephalie, Dolichocephalie und Turricephalus gefunden.

##### Spekulationen über Außerirdische
Die einzigartige Form der Paracas-Schädel hat im Laufe der Zeit immer wieder zu Spekulationen geführt, einschließlich verschiedener Behauptungen außerirdischen Ursprungs. Immer wieder gibt es Behauptungen, dass die Paracas-Schädel neben anderen zugeschriebenen Anomalien größere Augenhöhlen hätten als andere in Lateinamerika gefundene deformierte Schädel. Nach der Anthropologin Melissa Murphy (University of Wyoming) seien die Augenhöhlen normal und würden perfekt im Bereich menschlicher Variationen liegen.

#### Nazca-Kultur

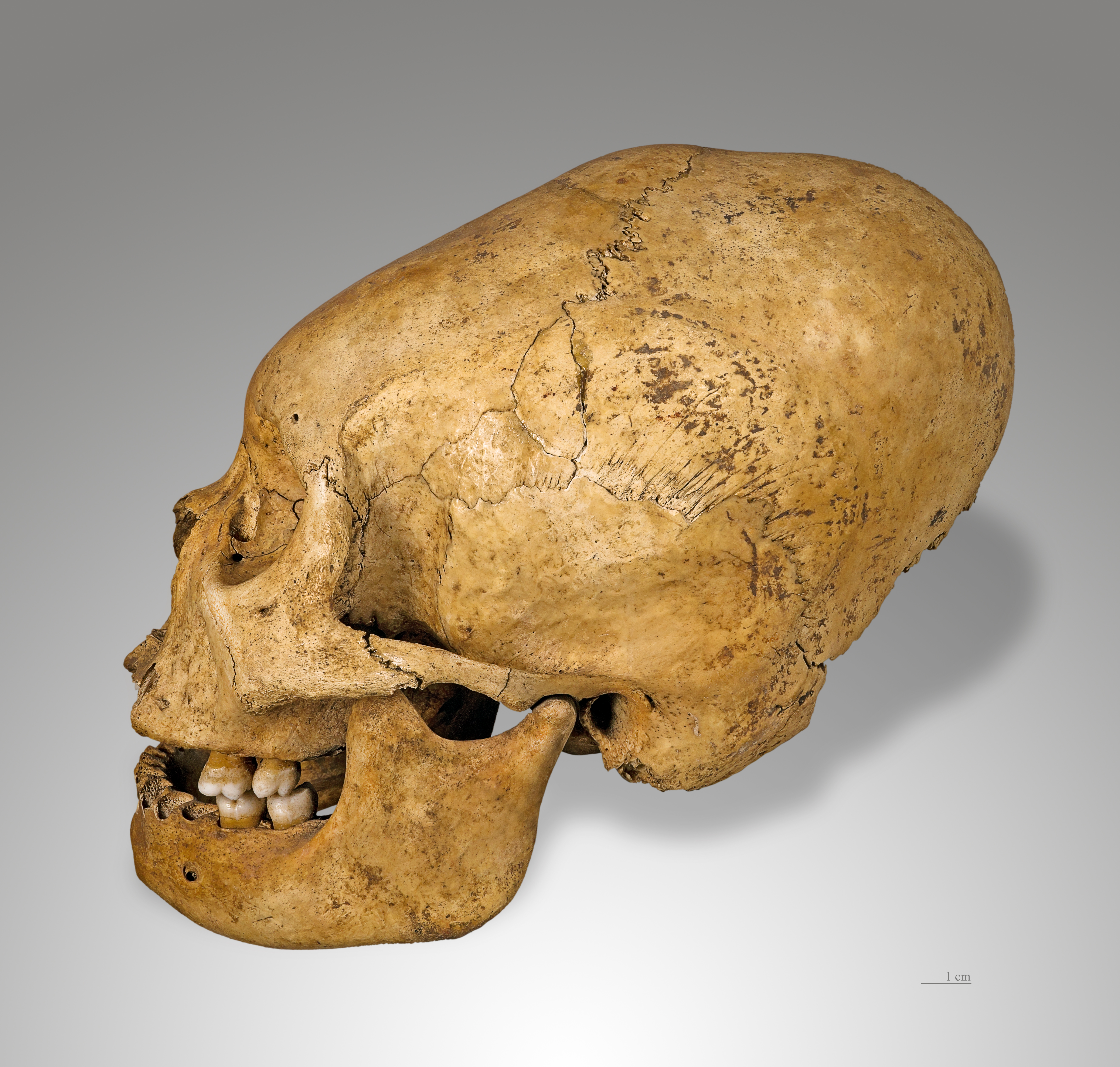
Künstlich deformierter Schädel der Nazca-Kultur (200–100 v. Chr.) im Museum Toulouse

Die Nazca-Kultur, welche als Nachfolger der Paracas-Kultur und die zusammen mit der Paracas-Kultur als Urheber für die Nazca-Linien gilt, wurde als erstes wissenschaftlich vom Archäologen Max Uhle beschrieben. Er studierte sie erstmals im Jahr 1901 und veröffentlichte in den folgenden Jahren unter anderem seine bedeutenden Werke Las ruinas de Moche (1913), Cronología sobre las antiguas culturas de Ica (1914) und The Nazca Pottery of Ancient Perú (1914). Die Nazca-Kultur wurde stark von der vorhergehenden Paracas-Kultur beeinflusst. Dies zeigte sich darin, dass zahlreiche Bräuche und Riten übernommen wurden. So auch die Praxis der Schädeldeformation.
Die Paracas-Kultur (800–200 v. Chr.) ging fließend in die Nazca-Kultur über und drang nicht, wie vorher vermutet, von außen in das Gebiet der Nazca ein. Verlängerte Schädel, als ein Resultat von Schädelmanipulation, wurden ebenfalls bei den Ausgrabungen rund um die Pyramiden bei Cahuáchi entdeckt. Die in der Ausgrabungsstätte entdeckten Trophäenköpfe weisen eine frontal-occipitale Deformation auf. Eine längliche Kopfform (Langschädel) galt bei den Nazca als Schönheitsideal. Die Nazca-Deformation ist eine typische anteroposteriore Deformation. Am häufigsten wurde bei den Nazca das Stirn- und Hinterhauptbein abgeflacht, indem man bereits den Säuglingen Brettchen vor die Stirn gebunden hatte, um während des Wachstums den Schädel zu deformieren. Die so entstandenen länglichen Kopfformen sind zudem auch oft in der Nazca-Keramik anzutreffen. Der Cahuáchi-Friedhof, welcher in den 1920er Jahren entdeckt wurde, umfasst viele wichtige Grabstätten über einen Zeitraum von 600 bis 700 Jahren. Er beinhaltete ebenfalls viele Mumien und Schädel, die frontale Trepanationen aufwiesen. Viele der Operierten überlebten den Eingriff relativ lange. Tote wurden in prachtvolle Tücher gewickelt und in sitzender, oder auch oft in fetaler Position, im trockenen Wüstenboden begraben. Die extreme Trockenheit mumifizierte die Toten; die heiße Luft trocknete den Leichnam aus, sodass eine Einbalsamierung nicht erforderlich war, weshalb sie heute teilweise noch sehr gut erhalten sind. Plünderer zerstörten jedoch viele dieser Gräber.

#### Tiwanaku-Kultur

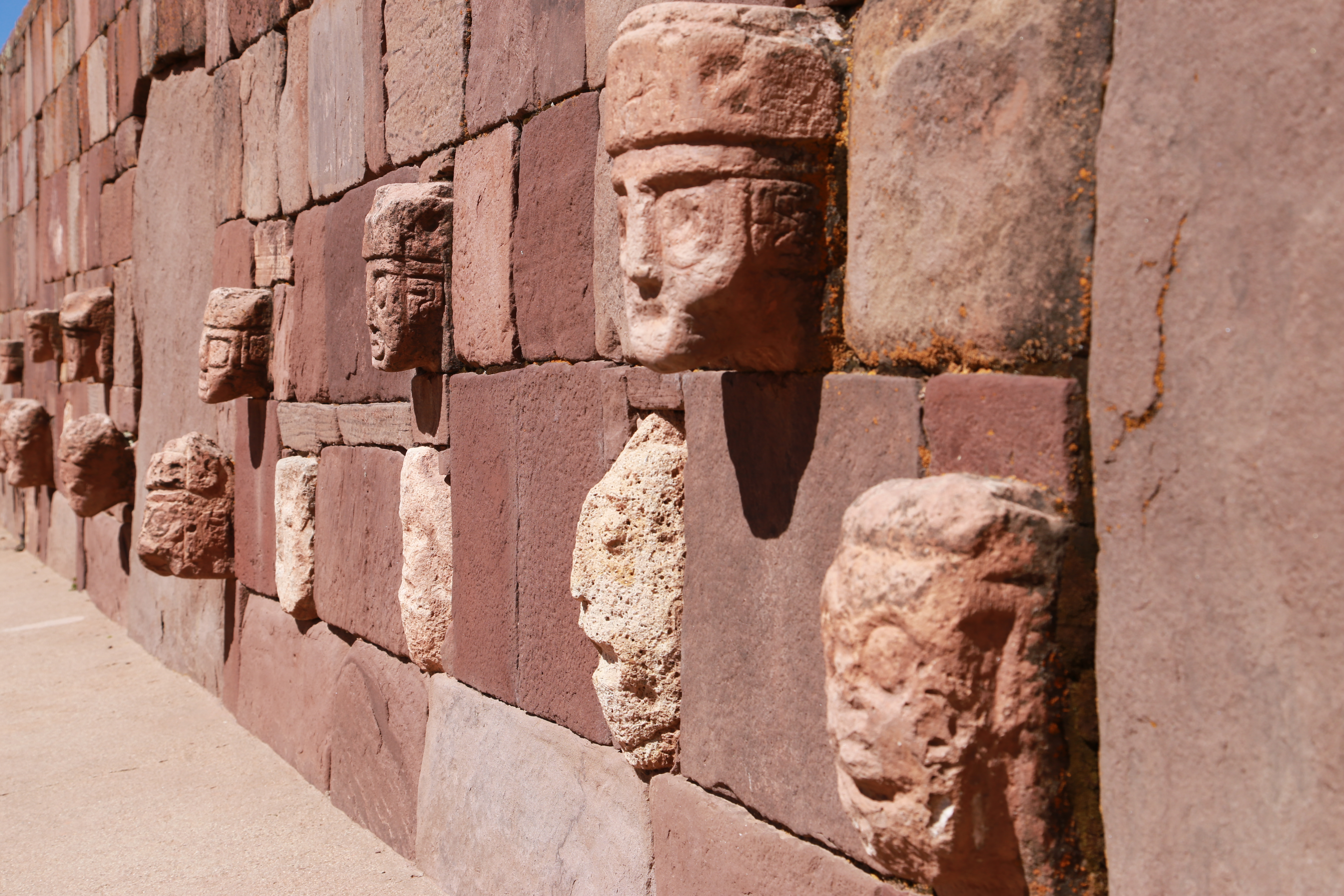
Köpfe aus Vulkantuffstein im halbunterirdischen Tempel von Tiwanaku, von denen einige Schädelverformungen aufweisen. Man nimmt für gewöhnlich an, dass die unterschiedlichen Köpfe unterschiedliche ethnische Gruppen repräsentieren.

Alle Tiwanaku-Völker praktizierten absichtliche Schädeldeformationen. Mit einer Inzidenz von mindestens 83 % wurde die Schädelverformung nahezu überall praktiziert. Es dominierte jedoch nie ein einziger „Tiwanaku-Stil“ der Schädelverformung; es waren vielmehr viele unterschiedliche Stile prävalent, was sich unter anderem damit begründen lässt, dass die Sozialstruktur der Tiwanaker zutiefst multiethnisch war. Nach dem Anthropologen Paul Goldstein zeige die Variabilität in der Schädeldeformation, dass der Einfluss des Tiwanaku-Reichs nicht auf die hegemoniale Akkulturation zurückzuführen war, sondern auf eine Ära kosmopolitischer Vielfalt.

### Schädeldeformation in Mittelamerika

#### Mayas

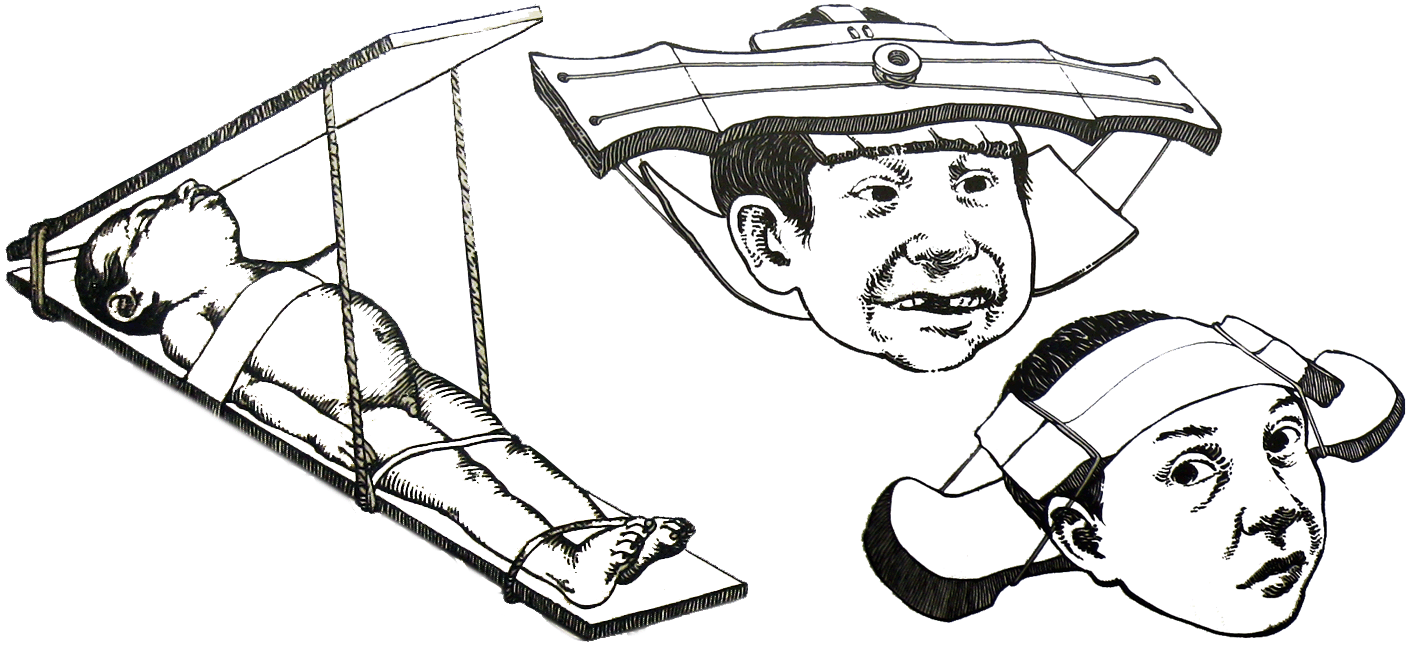
Methoden die von den Mayas benutzt wurden, um Schädel von Kindern zu formen. Rechts: Künstliche Deformation mit Hilfe von Schanierbrettern; Links: Künstliche Deformation mittels Occipital-Brettern

Die künstliche Schädeldeformation war bei den Mayas ein herausstechendes Merkmal ihrer Kultur und war stark verbreitet.
Bei den Mayas lag die Bedeutung der Deformation nicht nur in der Ästhetik, sondern sie hatte auch eine religiöse und soziale Bedeutung. Ein verlängerter Schädel galt bei den Mayas als nobel und war nicht nur Vertretern einer höheren sozialen Schicht vorbehalten. Im Gegensatz zur Schädeldeformation in Peru, die lediglich einer höheren Klasse vorbehalten war und ebenfalls zur Unterstreichung der ethnischen Zugehörigkeit diente, wurde bei den Mayas das Privileg an verdiente Familien verliehen, sodass dem Nachwuchs die Karriere zu verschiedensten gesellschaftlichen Positionen offenstand. Nicht nur die Mayas, sondern auch die Olmeken, ein indigenes Volk, das an der Golfküste Mexikos beheimatet war, und die Azteken praktizierten die Schädeldeformation in Mittelamerika.
Die Praxis der intentionierten kranialen Verformung oder Abflachung ist unter den präkolumbianischen Maya-Völkern gut dokumentiert und wird aus Funden der prä-klassischen Ära belegt. Durch die Verwendung von Schädelbrettern und anderen Kompressionstechniken, die auf den wachsenden Kinder-Schädel angewandt wurden, wurde eine breite Varietät von Kopfformen erreicht, wobei verschiedene Regionen und Zeiträume unterschiedliche Stile und Ideale aufwiesen. Die Praxis wurde sowohl bei Männern als auch bei Frauen angewandt und war kein besonderes Merkmal der Klassen- oder Sozialstellung. Eine Studie, die über 1.500 Schädel aus der Maya-Region untersuchte stellte fest, dass mindestens 88 % eine Form der absichtlichen Schädeldeformation aufwiesen. Unter einigen Wissenschaftlern gibt es die Auffassung, dass die Praktik der Schädeltrepanation der Maya genauso wie die Praktik der Schädeldeformation kulturelle und identitätsstiftende Ursachen hatte.

### Schädeldeformation bei prähispanischen Mumien
Viele prähispanische Mumien und menschliche Überreste die auf dem südamerikanischen Kontinent gefunden wurden, weisen eine starke Deformation des Schädels auf. Eine der bekanntesten prähispanischen Mumien die eine Schädeldeformation aufweist stellt die Detmolder Kindermumie dar. Die Detmolder Kindermumie hat eine abnorme Schädelform, die Anzeichen von turrizephalie (ein Zustand, bei dem die frühzeitige Verknöcherung des Schädels eine abnorme Schädelform hervorruft und einer der schwersten Kraniosynostosen darstellt), aufweist. Bei einigen Kindermumien, die Anzeichen von Schädeldeformation aufweisen wird davon ausgegangen, dass sie durch die von den Kompressionsbandagen hervorgerufenen, cranialen Veränderungen verstarben. Untersuchungen zeigen jedoch, dass dies nicht immer die Todesursache darstellen muss. Eine Untersuchung eines Schädels einer 4–6 Monate alten Kindermumie die Anzeichen von Schädeldeformation aufwies offenbarte, dass dieses Individuum durch eine unübliche Morphologie des Schädels verstarb. Das indigene Volk der Aymara, welches in der Andenregion zwischen Peru und Bolivien beheimatet ist, praktizierte ebenfalls die Schädeldeformation. Die Aymara wickelten ihre Toten wie die Nazca in Tücher, wodurch heute Aymara-Mumienbündel betrachtet werden können. Bei Aymara-Mumien ist am häufigsten die zirkuläre Schädeldeformation, auch Aymara-Deformation genannt, anzutreffen. Bei der Aymara-Deformation wurde um die posteriore Hälfte des Schädels Kompressionsbandagen gelegt, die die gewünschten Deformationen hervorriefen.

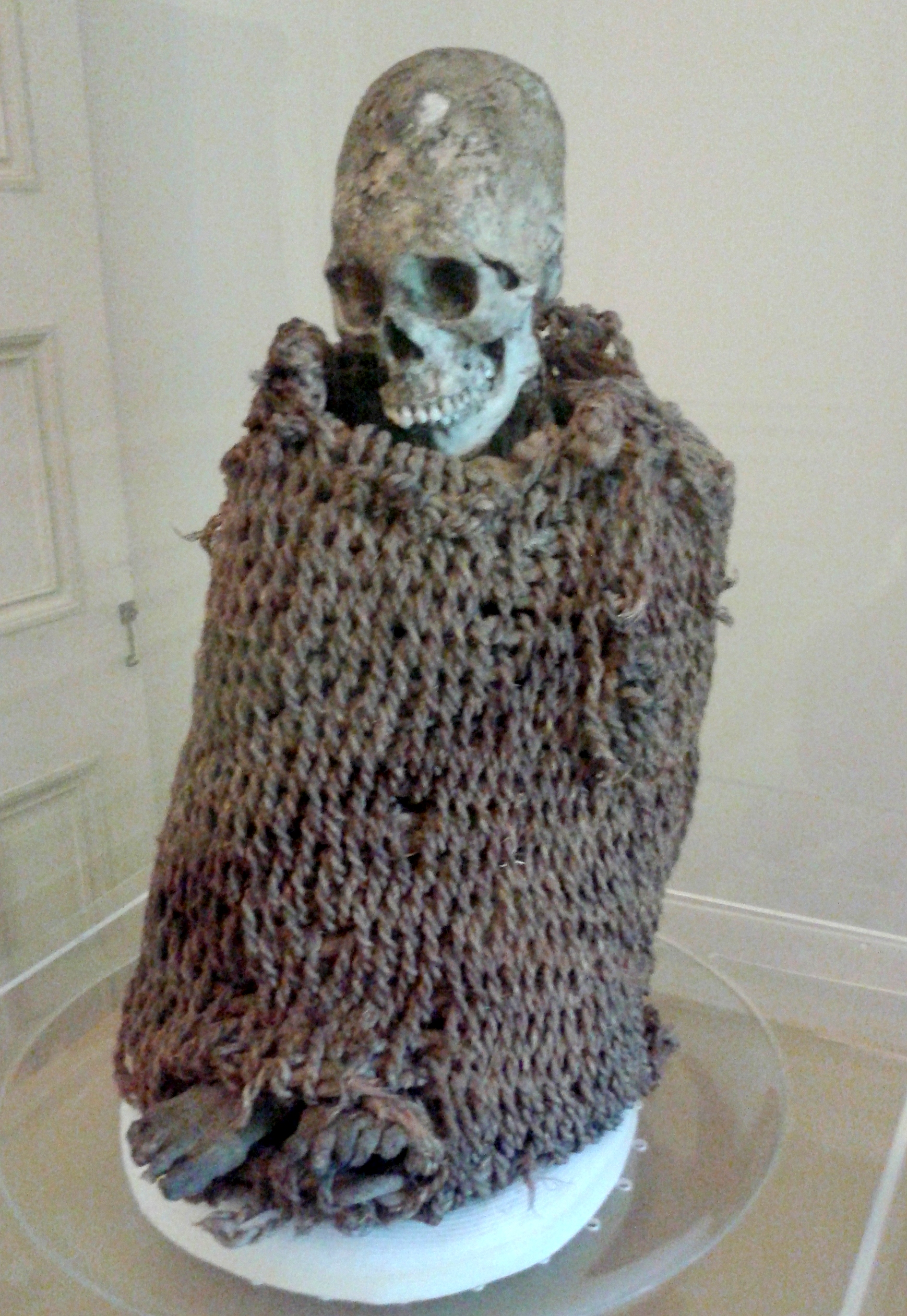
Mumienbündel, das eine Aymara-Mumie beinhaltet
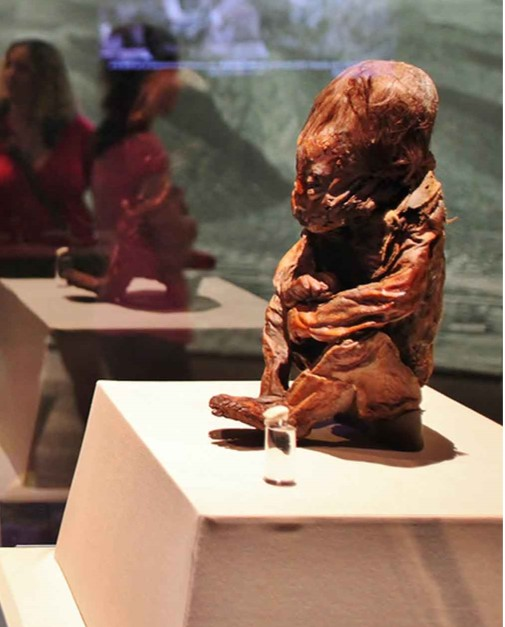
Die Detmolder Kindermumie im Lippischen Landesmuseum in Detmold: Auffällig ist die abnorme Schädelform

### Unterschiede zu anderen Kulturen
Zwischen in Europa und in Peru gefundenen künstlich deformierten Schädeln gibt es keine signifikanten Unterschiede. Der Anthropologe Johannes Ranke, der einer der ersten war, der die Schädeldeformation bei indigenen Völkern Südamerikas untersuchte, stellte fest:

„…Die künstliche Deformation der altperuanischen Schädel […] erklärt sich wie die zwar im allgemeinen schwächeren, im Prinzip aber vollkommen identischen künstlichen Deformationen europäischer Schädel“

Weitere Anthropologen sahen ebenfalls lediglich einen Unterschied im Grad der Deformität.

## Historische Spekulationen über einen genetischen Ursprung

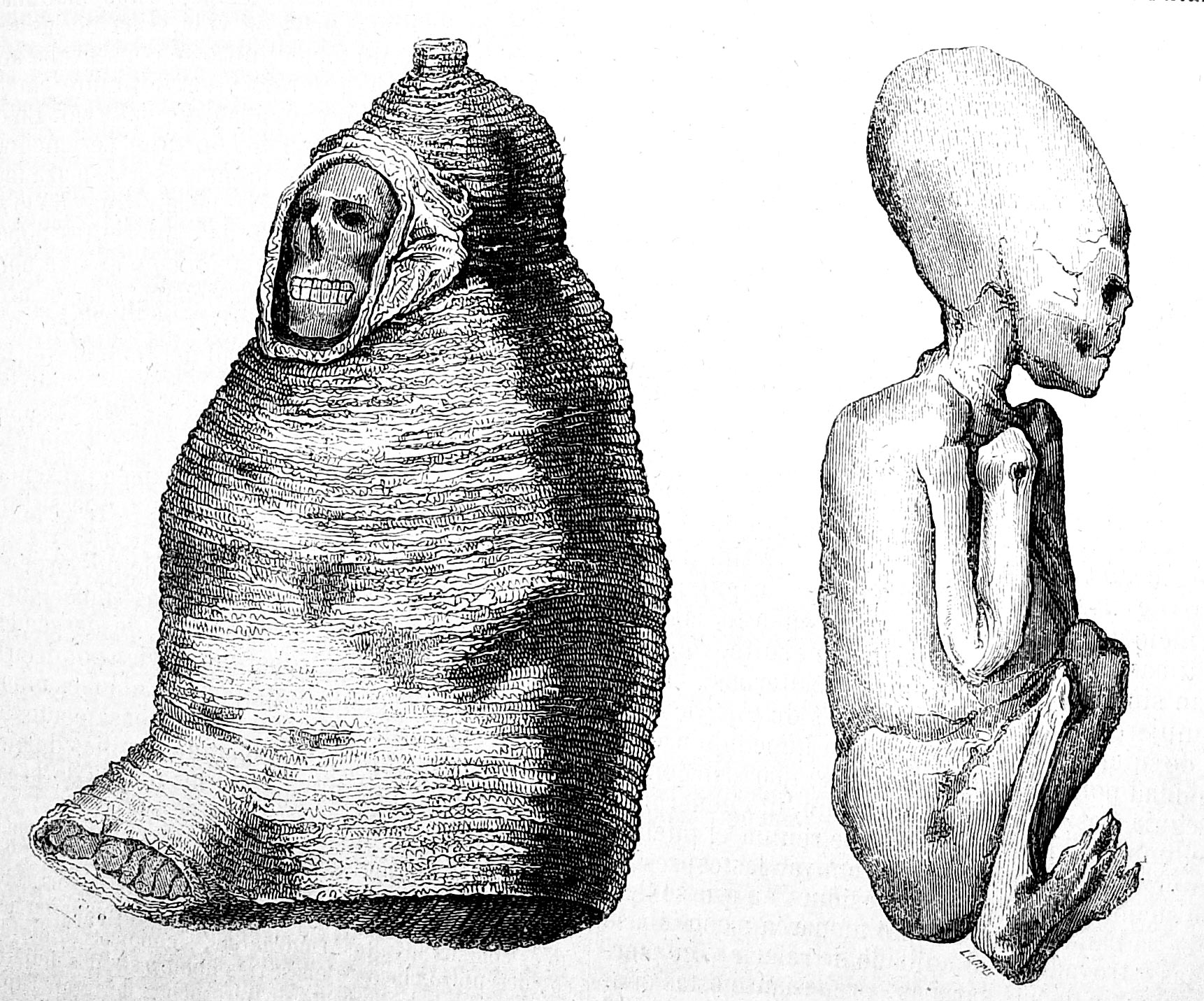
Prähispanische Aymara-Mumie die in einem Mumienbündel gefunden wurde in, Historia de la conquista del Perú, con observaciones preliminares sobre la civilización de los incas. (1851)

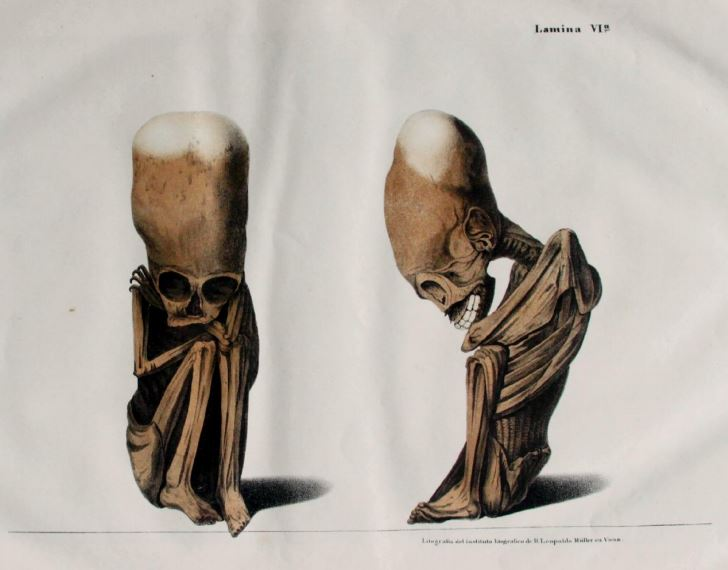
Leopold Müller (Lithograph von 1807 bis 1862): Frontal- und Seitenansicht (Lithographie) eines sieben Monate alten Fötus, in intra-uteriner Position, mit der typischen Huanca-Schädelform (Lamina VI. a.) in der englischen Version der Antigüedades Peruanas (1851), der in der Gebärmutter einer Mumie einer schwangeren Frau gefunden wurde. Es ist jedoch nicht auszuschließen, dass dieses Individuum am Marfan-Syndrom gelitten hat.

In der ersten Hälfte des 19. Jahrhunderts und Anfang des 20. Jahrhunderts entbrannte eine Debatte darüber, ob es in Peru eine Population mit erblicher d. h. natürlicher Dolichocephalie gegeben hatte oder ob jegliche Deformation ausschließlich intentioniert hervorgerufen wurde.
R. J. Graves glaubte 1834, dass einige Schädel zu einer ausgestorbenen Menschenrasse gehörten, „welche sich von jeder Form unterscheidet, die heute existiert“. Einige Anthropologen waren der Auffassung diese „Langschädel-Rasse“ lasse sich an den Ufern des Titicacasees lokalisieren. Der Schiffsarzt P.F. Bellamy veröffentlichte 1842 einen Bericht über zwei längliche Schädel von Kleinkindern, die 1838 von seinem Kapitän entdeckt und dem Museum of the Devon und der Cornwall Natural History Society übergeben worden waren und bei denen er das Fehlen von künstlichen Druckspuren diagnostizierte. Auch er glaubte, sie würden von einer anderen Menschenrasse stammen, die aufgrund einer Vermischung des Blutes mit denjenigen ausgestorben seien, die anschließend „Herrscher über das Land geworden seien [gemeint sind die Nazca].“
Mariano Eduardo de Rivero und Johann Jakob von Tschudi beschrieben 1852 eine Mumie, die zum Todeszeitpunkt schwanger war und in deren Gebärmutter sich ein Fötus befand, der die gleiche längliche Schädelformation aufwies wie die der künstlich deformierten Huanca-Schädel von Erwachsenen Tschudi und Rivero schreiben:

„…die selbe Formation [d. h. das Fehlen von künstlichen Druckspuren] des Schädels zeigt sich selbst bei Kindern die noch nicht geboren wurden; und aufgrund dieser Wahrheit haben wir überzeugende Beweise angesichts eines Fötusses gehabt, eingeschlossen in der Gebärmutter einer Mumie einer schwangeren Frau, welche wir in einer Höhle [hier: einem Schachtgrab] in Huichay gefunden haben, zwei Wegstunden von Tarma, und welcher sich in diesem Moment in unserer Sammlung befindet. Professor D’Outrepont, der von großer Berühmtheit in der Abteilung für Geburtshilfe ist, hat uns versichert, dass der Fötus ein Alter von sieben Monaten aufweist. Er ist einer sehr klar definierten Formation des Craniums zuzuordnen, zum Stamm der Huancas. Wir präsentieren dem Leser mit einer Zeichnung diesen endgültigen und interessanten Beweis im Gegensatz zu den Befürwortern des mechanischen Einflusses, die ihn als einzige und ausschließliche Ursache für die phrenologische Art der peruanischen Rasse sehen.“

Rivero und Tschudi gingen anfangs von der Hypothese aus, dass alle gefundenen Schädel alleinig durch künstlichen Einfluss verformt wurden, jedoch revidierten sie ihre Hypothese in Anbetracht der Untersuchung von Schädeln von Kleinkindern, die „[…] stärkere Abnormitäten aufwiesen als die Erwachsenenschädel.“ Anhand von weiteren Mumien in der Lima-Kollektion im Nationalmuseum von Lima machte sie ähnliche Entdeckungen die nach ihrer Ansicht Beweise für die These des natürlichen Ursprungs seien.
Anfang des 20. Jahrhunderts analysierte Johannes Ranke „[…] mehrere Schädel mit mehr oder weniger ausgesprochener krankhafter Veränderung“. Nachdem Johannes Ranke ein eingehendes Gespräch mit Rudolf Virchow und Abraham Lissauer führte war er von seinen Untersuchungsresultaten überrascht: „Bis dahin hatte ich nicht an der beabsichtigten Schädeldeformation unter den Alt-Peruanern gezweifelt“. Virchow selbst ging davon aus, dass es eine Entwicklung von der zufälligen zur absichtlichen, von der einfachen zur komplizierten Deformierung gegeben habe. Allerdings zeigten sich auch früh Kritiker von Riveros und Tschudies Analysen. Beispielsweise bezeichneten Canstatt und Eisenmann die Analyse von zwei Mumien Riveros und Tschudies als „Substanzlos“. Auch Joseph Barnard Davis und John Thurnam sahen keinen vollständigen Beweis, dass eine Population mit natürlicher Dolichocephalie gegeben hatte. In dem von Samuel George Morton 1839 veröffentlichtem Werk Crania Americana heißt es:

„…Ohne die Genauigkeit der Beobachtungen von Dr. Tschudi herabzuwürdigen, können wir weitere Beweise anstreben, bevor wir zugeben, dass diese außerordentlichen Formen des Kopfes wie diese natürlich sind, und stimme noch zu gewissen Zweifeln zu, ob diese phantastischen Formen nicht immer das Ergebnis von Kunst und Manipulation sind.“

Samuel George Morton, der anfangs davon überzeugt gewesen war, dass es eine Population mit natürlicher Dolichocephalie gegeben hatte und diese These verbreitet hatte, erklärte kurz vor seinem Tod, dass er zutiefst überzeugt sei, dass alle in Crania Britannica untersuchten Schädel des künstlichen Einflusses unterlagen.

## Galerie

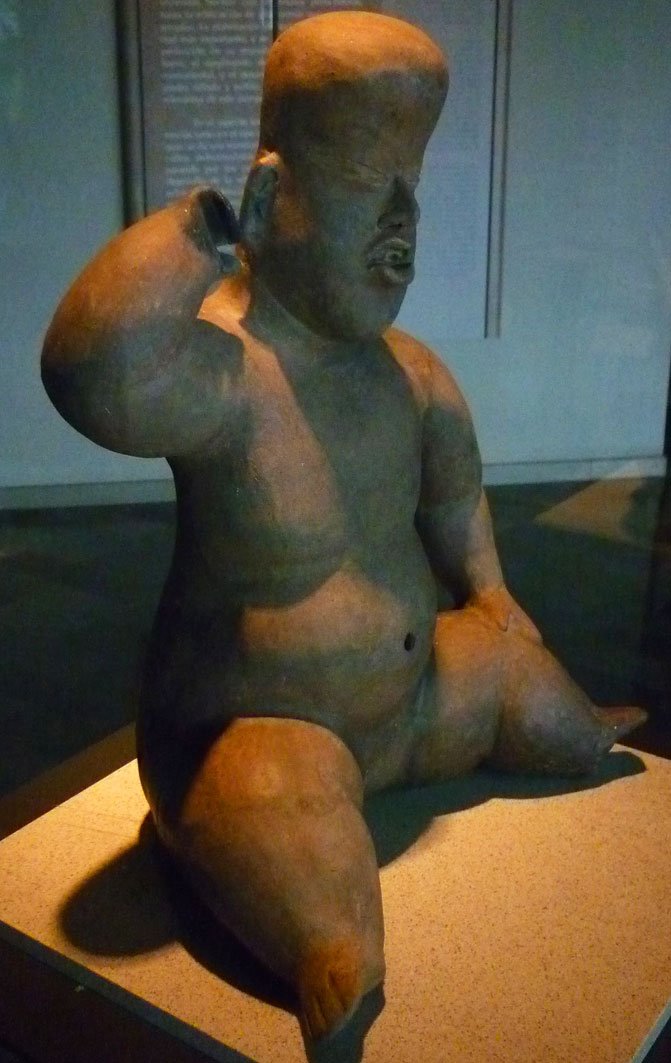
Sogenanntes „Hollow Baby“: Figur eines Olmeken mit Schädeldeformation; ausgestellt im Nationalmuseum für Anthropologie (Mexiko)
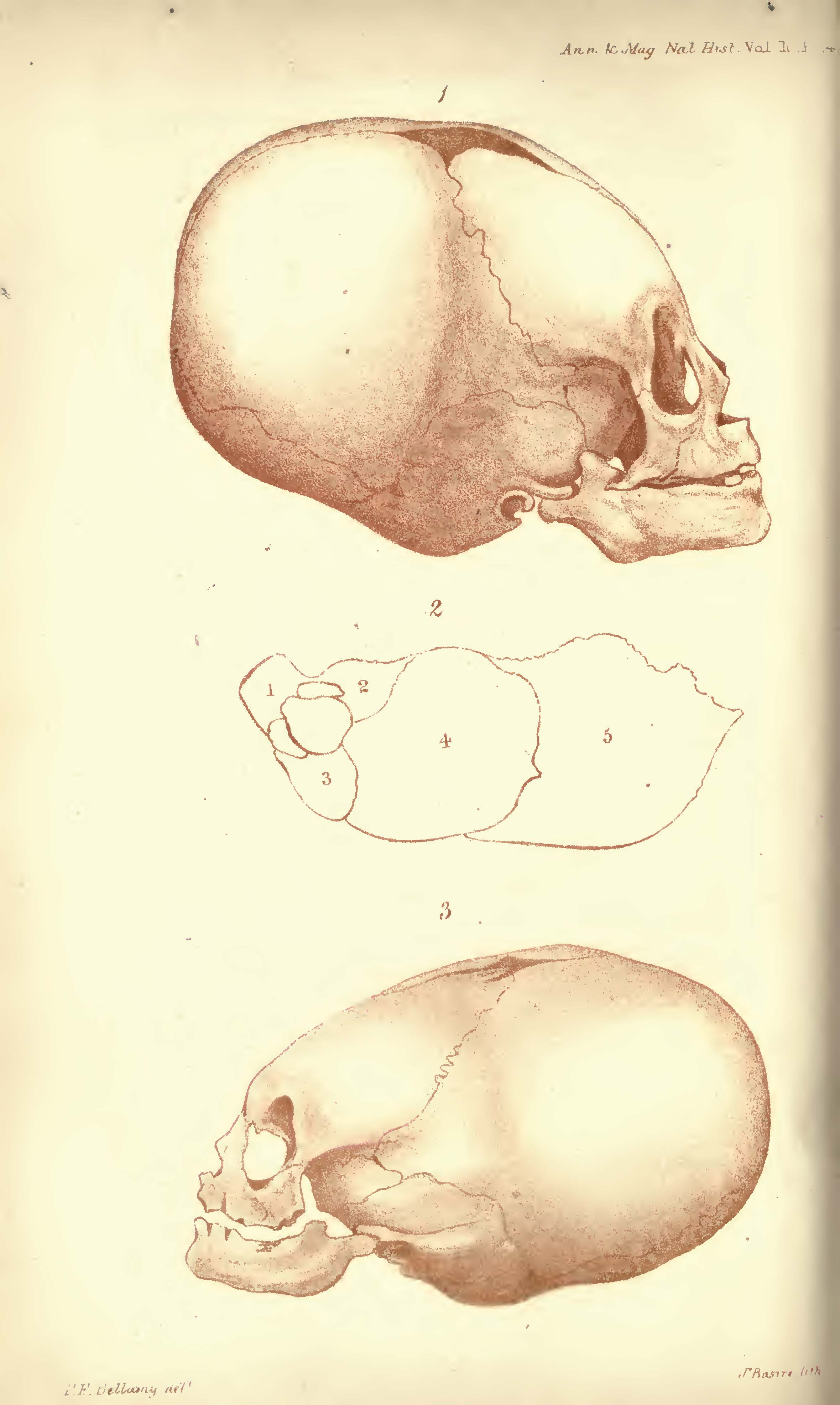
Lithographie von James Basire: (1842) Schädel von Kleinkindern die als Titicacatianer klassifiziert wurden; veröffentlicht im Journal of Natural History.
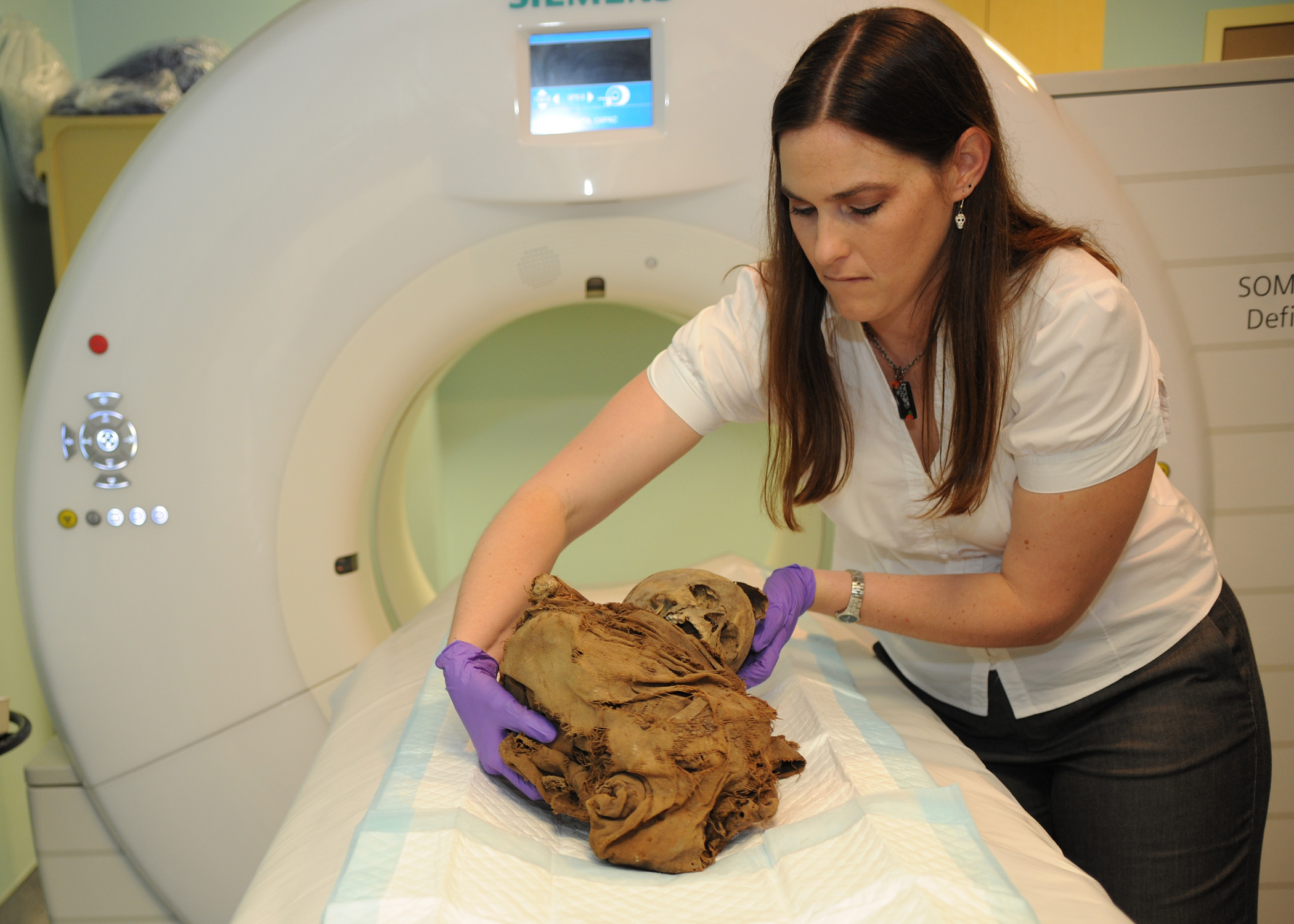
Eine ca. 550 Jahre alte peruanische Kindermumie wird am Naval Medical Center San Diego für einen CT-Scan präpariert.
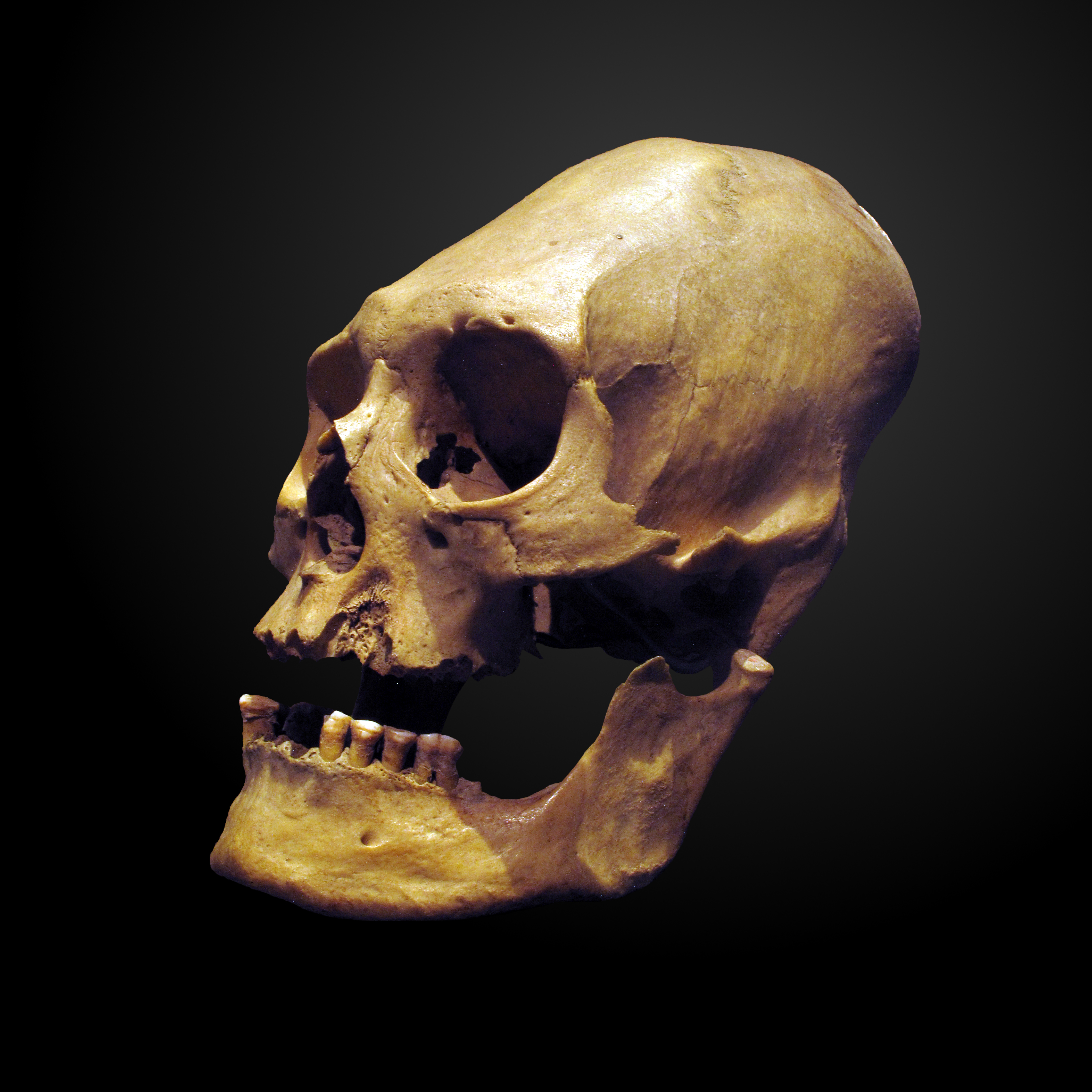
Deformierter und trepanierter Schädel
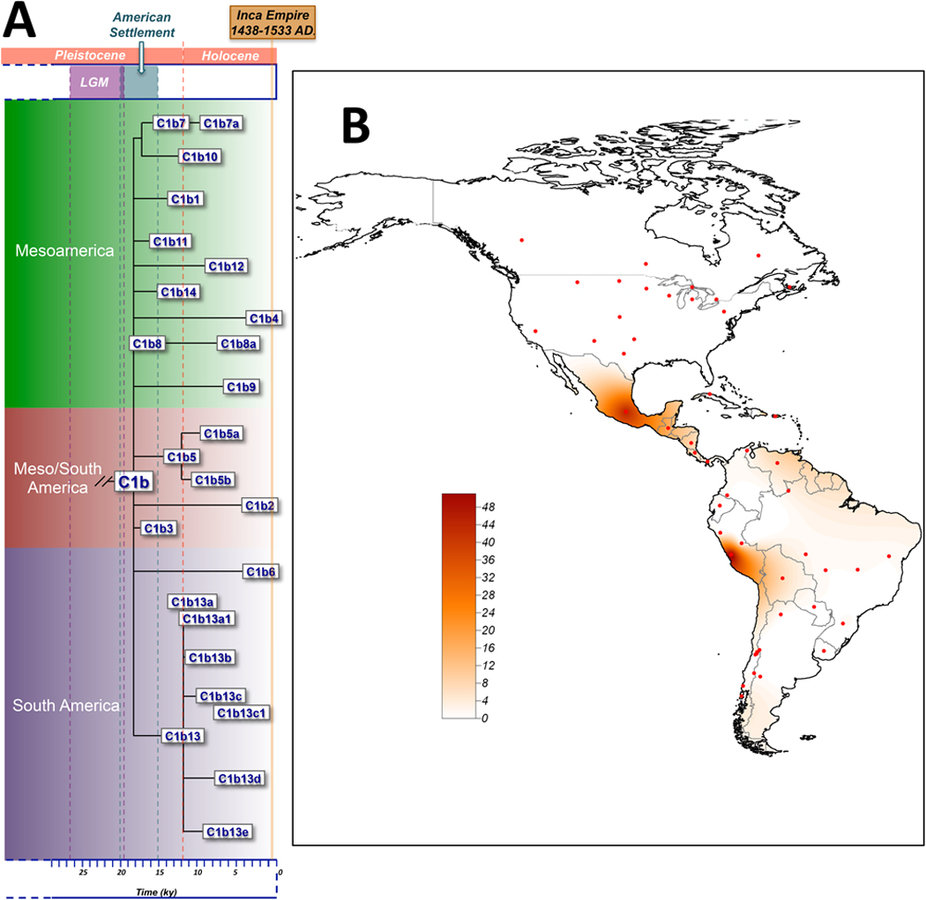
Phylogenetik und Verteilung von Haplogruppe C (mtDNA)1b: Sichtbar sind zwei extreme Verbreitungsschwerpunkte der Haplogruppe; eines in Mexiko und das andere in Peru.